# 利沃夫保卫者公墓

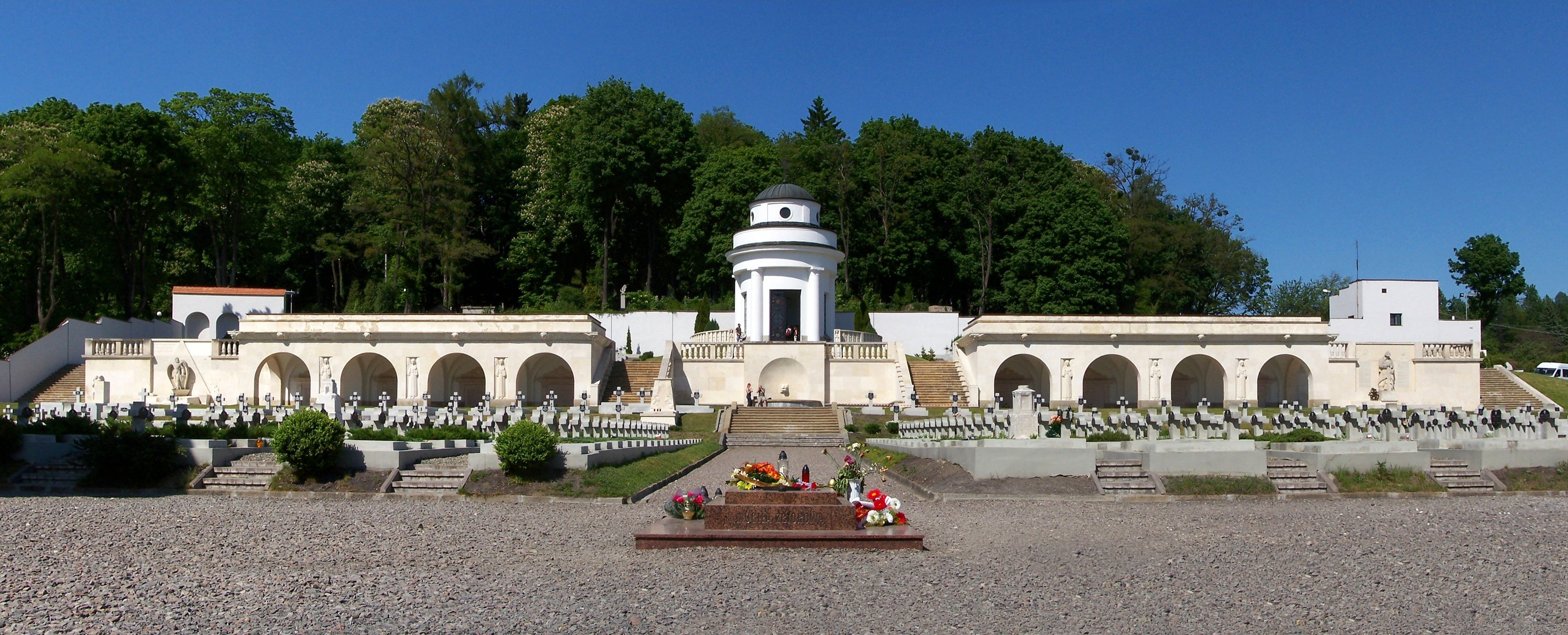
利沃夫保卫者公墓

利沃夫保卫者公墓（波蘭語：Cmentarz Obrońców Lwowa, Cmentarz Orląt, Cemetery of Eaglets, Orlat Cemetery）是利沃夫的一个墓地，用于纪念在1918年至1920年的波乌战争和波苏战争期间的敌对行动中死于利沃夫的波兰人及其盟友。
该建筑群是该市历史悠久的利查基夫公墓的一部分。墓地的那一部分大约有3000座坟墓，其中包括一些年轻的民兵志愿军，就以他们的名字命名墓地的这一部分。它是两次世界大战期间的波兰最著名的墓地之一。
二战后，墓地被乌克兰苏维埃社会主义共和国忽视，一度被推土机损坏。自从东欧剧变以来，公墓一直在不断重建和翻新，成为利沃夫的主要旅游景点之一。

## 波兰第二共和国
1918年至1919年，波乌战争在包括利沃夫在内的东加利西亚展开；波兰击败了西乌克兰人民共和国。一年后，波苏战争在这座城市周围展开。此后，利沃夫成为波兰第二共和国的一部分。波兰当局决定兴建一座纪念物，来纪念在在1918年至1920年的波乌战争和波苏战争期间的敌对行动中死于利沃夫地区的波兰人及其盟友。

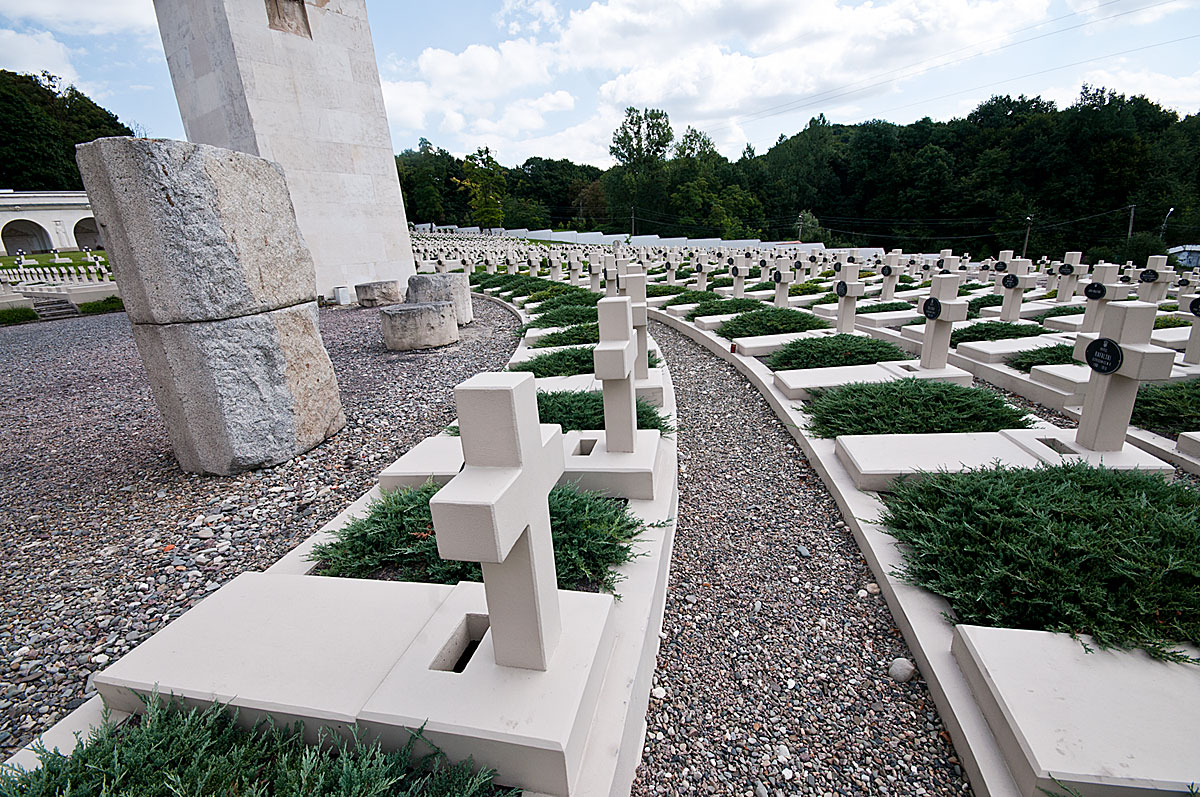

墓地建筑群由来自利沃夫理工学院的建筑系学生鲁道夫·英德鲁赫设计，他的设计赢得了比赛。 最明显的元素是一个圆顶小教堂，耸立在下面的坟墓之上。 挖掘出的 72 名战士的遗体被放入位于小堂和坟墓之间地下墓穴。 除了波兰战士外，这部分墓地还有在波兰一方作战的美国飞行员和法国志愿者的坟墓和纪念碑，两座纪念碑献给波兰的外国盟友。 在下面，一个半圆形的柱廊纪念碑上刻着题词“Mortui sunt ut liberi vivamus”（“他们死了，所以我们可以自由生活”）。 凯旋门两侧有两个石狮。 墓地未能完工；它的建造一直持续到第二次世界大战爆发。 在3,000座坟墓中，有 300 座是年轻的波兰捍卫者利沃夫之鹰的。 1925年，一位不知名的利沃夫捍卫者的骨灰被转移到华沙无名烈士墓。 

## 战时和战后
1939年苏联入侵波兰和第二次世界大战之后，这座城市成为乌克兰苏维埃社会主义共和国的一部分，位于墓地的波兰历史遗迹遭到破坏或忽视。 石狮、柱子、外国军队的纪念碑被拆除。 到1971年，许多雕塑被毁；利沃夫之鹰的墓地被彻底摧毁，变成了一个卡车仓库。苏联人试图用坦克摧毁凯旋门。 在1970年代，大部分坟墓被推土机夷为平地。

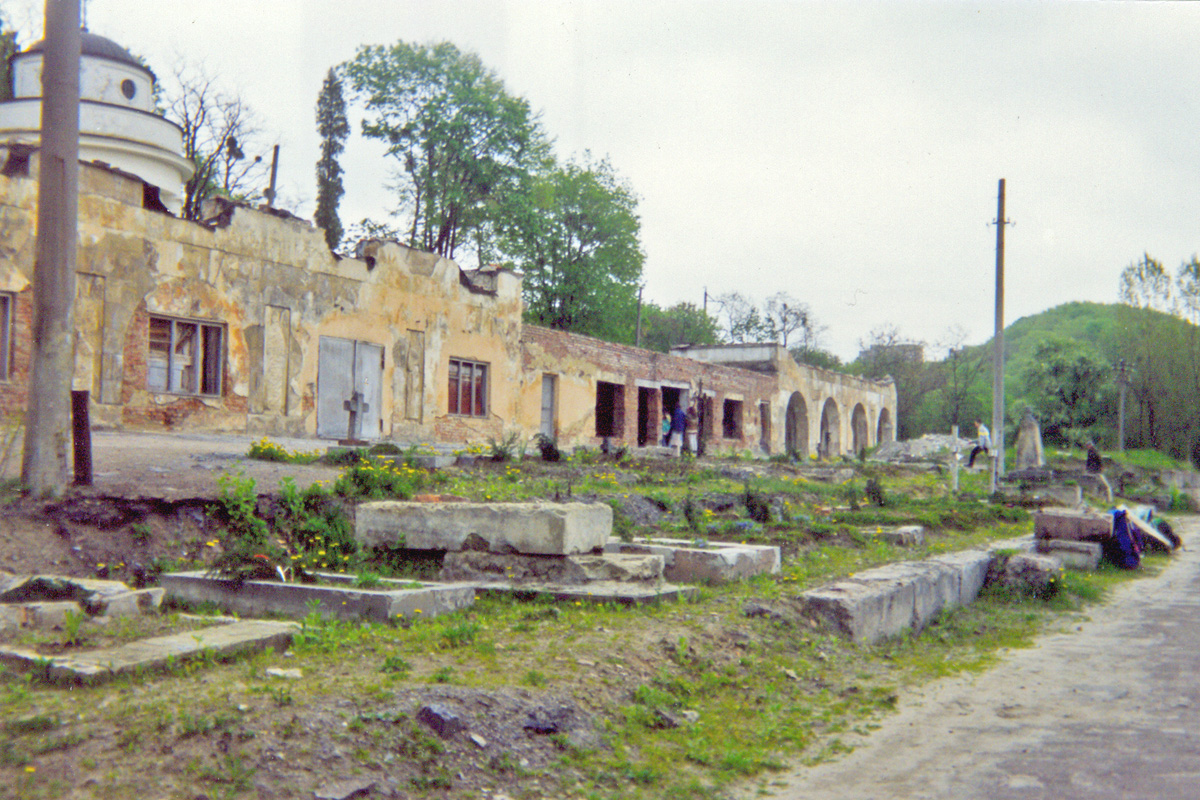
1997年的利沃夫保卫者公墓

利沃夫之鹰墓地几十年来都没有重新开放，因为在波乌战争期间，埋在那里的许多人站在波兰方面与乌克兰人作战，这一事实引起了一些争议。 这个问题在波兰-乌克兰关系中再次浮出水面。然而，在1989年当地的波兰侨民和临时在利沃夫工作的波兰工人已经开始重建工作。 最终，利沃夫保卫者公墓于2005年6月24日重新开放。利沃夫市议会最初反对开放， 但在波兰支持乌克兰的橙色革命（2004年）之后，最终改变了主意。波兰总统亚历山大·克瓦希涅夫斯基和乌克兰总统维克多·安德烈耶维奇·尤先科出席了开幕式，一致认为，墓地的重建和正式开幕，代表波乌关系的重大改善。